# Жамансор
Жамансо́р (каз. Жамансор) — село у складі Кзилкогинського району Атирауської області Казахстану. Входить до складу Мукурського сільського округу.
Населення — 448 осіб (2021; 443 у 2009, 449 у 1999, 272 у 1989).